# The Varsity Drag
The Varsity Drag ist ein Popsong, den Ray Henderson (Musik), Buddy DeSylva und Lew Brown (Text) verfassten und 1927 veröffentlichten.

## Hintergrund
Das Songwriter-Team Henderson, DeSylva und Brown schrieb den Song Varsity Drag für das Musical Good News, aus dem auch der Song The Best Things in Life Are Free stammte. Die Uraufführung des Musicals fand am 6. September 1927 im Chanin’s 46th Street Theatre (dem heutigen Richard Rodgers Theatre) in New York statt. In der Show war The Varsity Drag als Schlussnummer mit einer Charleston-ähnlichen Tanzchoreographie ausgeführt worden; Die Nummer kam in dem Musical zum Einsatz, als Zelma O’Neal den anderen Studenten sagte: Let the professors worry about their dusty old books, we'll make Tait famous for the Varsity Drag. Im Liedtext heißt es, dass auf dem College Büffeln nicht alles sei – man müsse auch Tanzen lernen. Darauf wird im Refrain des Lieds ein neuer Tanz, The Varsity Drag vorgestellt, der mit den Zeilen beginnt:
Down with the heels, up on the toes,
Stay after school, see how it goes.
That’s the way to do the Varsity Drag.

## Erste Aufnahmen und spätere Coverversionen
Zu den Musikern, die den Song ab 1928 erfolgreich coverten, gehörten die Orchester von George Olsen mit dem Sänger Fran Frey (#4; Victor 20875) und Cass Hagan (Columbia, mit Red Nichols). Weitere Aufnahmen entstanden 1927/28 mit Zelma O’Neal (Brunswick 3864), der Original American Jazz Band, The Revelers, Frank Black Orchestra (Brunswick), Ernie Golden and His Hotel McAlpin Orchestra (Diamond 52109), Sam Lanin (OKeh bzw. Banner), Johnny Ringer (Gennett), Abe Lyman (Brunswick), Edna Fischer (Victor 21384) und Ruth Etting (Columbia 1237D), in London von Jack Hylton, Turner Layton (Columbia), Ciro’s Club Dance Band und in Berlin von Julian Fuhs (Beka) und Ben Berlin (Grammophon). Der Song fand auch Verwendung in den Filmversionen des Musicals Good News von 1930 und 1947, ferner im Filmmusical You're My Everything (1949). Er wurde vom American Film Institute für die Liste der Besten Songs aller Zeiten nominiert.
Der Diskograf Tom Lord listet im Bereich des Jazz insgesamt 76 (Stand 2016) Coverversionen, ab 1929 u. a. von Jean Wiener/Clément Doucet, Benny Goodman, Patti Page, Gerry Mulligan, Stan Getz/Bob Brookmeyer, Les Elgart, Gene Harris, Wally Rose/Clancy Hayes, Russell Jones, Jess Sutton/Marty Grosz, Anita O’Day, Jean Goldkette, Billy May, Teresa Brewer & The World’s Greatest Jazz Band und dem Pasadena Roof Orchestra. Auch Lou Gold & His Orchestra, Beatrice Kay, Spike Jones and His City Slickers, The Crew-Cuts, Sid Ramin und Tito Puente coverten den Song.